# 2-(2H-Benzotriazol-2-yl)-4,6-di-tert-butylphenol
2-(2H-Benzotriazol-2-yl)-4,6-di-tert-butylphenol (UV-320) ist eine chemische Verbindung aus der Gruppe der 2-(2-Hydroxyphenyl)-2H-benzotriazole.

## Verwendung
2-(2H-Benzotriazol-2-yl)-4,6-di-tert-butylphenol dient als UV-Stabilisator, basiert auf einem UV-Filtereffekt und wirkt als Alterungsschutzmittel. Des Weiteren kommt es im Materialschutz – vor allem zur Vorbeugung der Entfärbung bei Plastik – zum Einsatz.

## Nachweis
Der Nachweis von 2-(2H-Benzotriazol-2-yl)-4,6-di-tert-butylphenol in Oberflächen- oder Abwasser gelingt nach entsprechender Probenvorbereitung mit HPLC-MS-Techniken.

## Gefahrenbeurteilung und Verwendungsbeschränkungen
UV-Stabilisatoren auf Benzotriazol-Basis gelten als wassergefährdend und sind möglicherweise stabile und toxische Liganden am menschlichen Aryl-Hydrocarbon-Rezeptor.
Benzotriazol-UV-Stabilisatoren, wie 2-(2H-Benzotriazol-2-yl)-4,6-di-tert-butylphenol, sind Schadstoffe für die aquatische Umwelt und wurden als potentielle stabile und toxische Liganden für den Arylkohlenwasserstoffrezeptor beim Menschen in Betracht gezogen.
Im Dezember 2015 wurde 2-(2H-Benzotriazol-2-yl)-4-(tert-butyl)-6-(sec-butyl)phenol in die Liste der besonders besorgniserregenden Stoffe (Kandidatenliste) gemäß REACH-Verordnung aufgenommen, da es sehr persistent, sehr bioakkumulierend und toxisch ist. 2018 wurde die Aufnahme in den Anhang XIV der REACH-Verordnung empfohlen, mit Wirkung zum 6. Februar 2020 wurde die Aufnahme in das Verzeichnis der zulassungspflichtigen Stoffe nach Anhang XIV der REACH-Verordnung beschlossen. Zum  Ablaufdatum 27. November 2023 ist damit das Inverkehrbringen und die Verwendung des Stoffes in der EU ohne Zulassung verboten.